# Hickelkopf

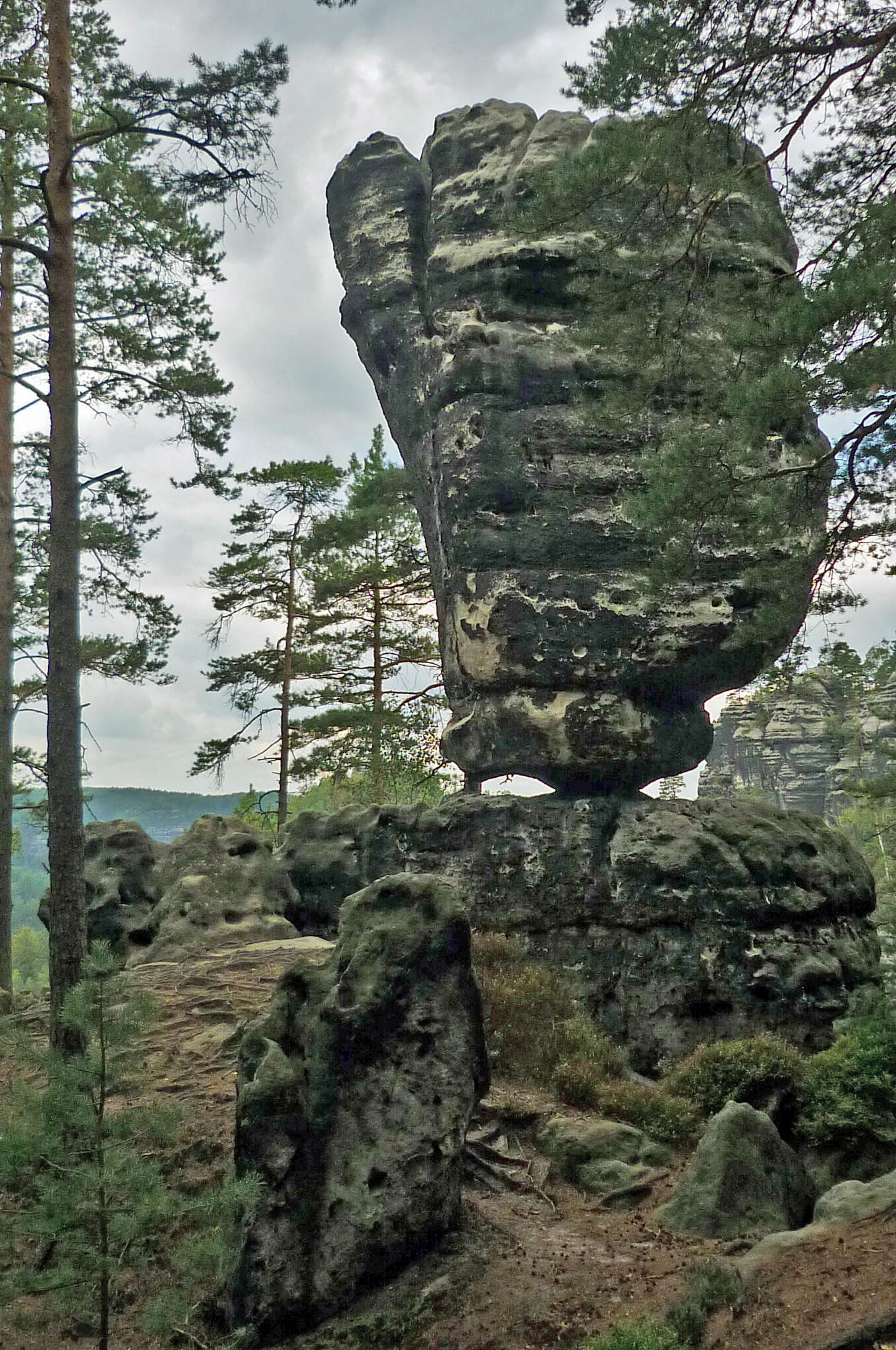
Der Kletterfelsen "Hickelkopf" an den Thorwälder Wänden

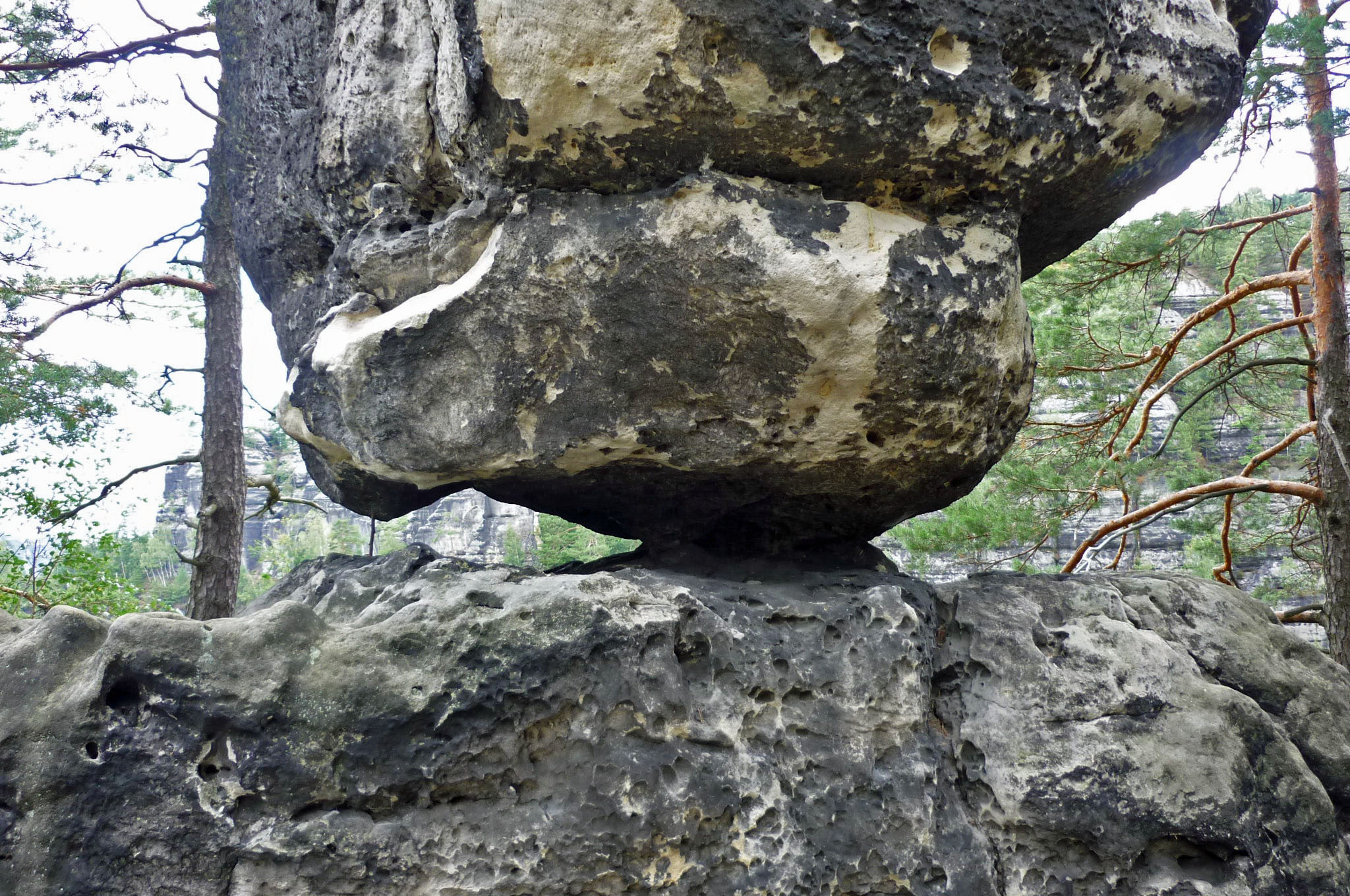
Detailaufnahme des Sockels

Der Hickelkopf ist ein Kletterfelsen im Klettergebiet Sächsische Schweiz. Er steht oberhalb des Großen Zschands in der Nähe der Hickelhöhle und wurde früher auch  als Kelchstein bezeichnet.
Dieses durch Äolische Verwitterung entstandene Felstürmchen ist etwas mehr als 10 Meter hoch, fast auf allen Seiten überhängend und steht lediglich auf drei kleinen Sockelfüßchen, mithin auf einer Auflagefläche von wenigen Quadratdezimetern. Zwischen den drei Auflagen ist der Durchblick unter dem Fels problemlos möglich. Dennoch wird er als Kletterfelsen genutzt und aufgrund der kleinen Standfläche sowie der scheinbaren Instabilität trotz der geringen Größe oft als einer der spektakulärsten Kletterfelsen im Klettergebiet Sächsische Schweiz eingeschätzt. Der leichteste Aufstieg ist der mit dem Schwierigkeitsgrad V der sächsischen Skala eingestufte Alte Weg.
Der Hickelkopf liegt in der Kernzone des Nationalparks Sächsische Schweiz, der zu ihm führende Weg ist als „Kletterzugang“ ausgewiesen und vorrangig für Bergsteiger vorgesehen.